# Норт-Бей Баттальйон
«Норт-Бей Баттальйон» (англ. North Bay Battalion) — канадійський молодіжний хокейний клуб, що представляє місто Норт-Бей, провінція Онтаріо. Команда виступає у центральному дивізіоні східної конференції хокейної ліги Онтаріо. Домашнім майданчиком «батальйону» є Норт-Бей Меморіал Ґарден, котрий здатен вмістити більше 4 тисяч уболівальників.

## Історія
Історія франшизи почалася в середині 90-х років минулого сторіччя, коли був створений клуб у Брамптоні. З сезону 1998-99 років колектив виступає в ОХЛ. За цей час у команді встигли зіграти такі відомі хокеїсти, як: Войтек Вольскі, Джейсон Спецца, Метт Дюшен, Бретт Бернс, Коді Годжсон та ін. Однак це не допомогло «Норт-Бей» збільшити відвідуваність своїх домашніх поєдинків. Найкращим показником за всі 15 років був результат у 2734 уболівальника в середньому на грі в сезоні 2005-06. В останні сезони цей показник впав до рівня приблизно у 2000 тисячі фанів, що було найгіршим результатом у лізі.
Саме низька відвідуваність матчів команди у Брамптоні змусила клуб переїхати до містечка Норт-Бей. В свій перший сезон на новому місті «батальйон» дійшов до фіналу, а середня відвідуваність домашніх ігор команди становила 3366 глядачів під час регулярного сезону та майже 4 тисячі фанів на стадії плей-оф.

## Результати по сезонах
Скорочення: І = Ігри, В = Виграші, ПО = Поразки не в основний час гри, П = Поразки, ГЗ = Голів забито, ГП = Голів пропущено, О = Очки
| Сезон     | Ліга | І  | В  | ПО | П  | ГЗ  | ГП  | О  | Місце    | Плей-оф          |
| 2013-2014 | ОХЛ  | 68 | 38 | 6  | 24 | 220 | 189 | 82 | 7-е з 20 | Програш у фіналі |